# Czasza grzejna

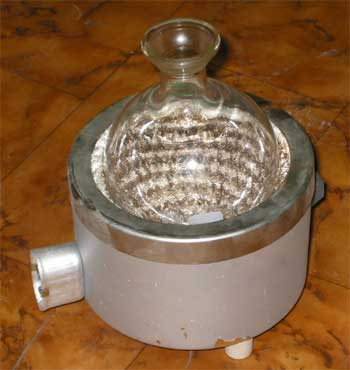
Czasza grzejna bez regulacji

Czasza grzejna (zwana też płaszczem grzewczym) to sprzęt laboratoryjny służący do kontrolowanego podgrzewania zawartości kolb okrągłodennych, wykorzystywany często zamiast łaźni laboratoryjnej.
Element grzejny czaszy to rodzaj grzałki elektrycznej. Składa się on z radialnie nawiniętego drutu oporowego, który znajduje się między dwiema warstwami tkaniny wykonanej z włókien termoodpornych. Całość ma kształt przeciętej w połowie sfery. Aby element ten skutecznie ogrzewał zawartość kolby jego średnica musi być dokładnie dopasowana do średnicy kolby.
Element grzejny jest zazwyczaj umieszczany wewnątrz metalowej lub wykonanej z tworzywa sztucznego obudowy. Temperaturę generowaną za pomocą tego elementu reguluje się przy pomocy autotransformatora. Bardziej nowoczesne wersje czasz mają autotransformator umieszczony w obudowie a jego pokrętło jest wyskalowane w np. stopniach Celsjusza. Starsze wersje czasz wymagają stosowania zewnętrznego autotransformatora.
Zaletą czasz jest ich mniejsza bezwładność cieplna niż łaźni grzejnych, dzięki czemu można za ich pomocą szybciej ogrzewać zawartość kolb. Nie brudzą one też kolb od zewnątrz, jak to jest w przypadku łaźni olejowej, czy ze stopem Wooda.
Wadą czasz jest brak możliwości precyzyjnego kontrolowania ich temperatury. Nawet w przypadku nowoczesnych czasz z wyskalowanym autotransformatorem, faktyczna uzyskiwana temperatura zależy silnie od pojemności cieplnej zawartości kolby i dlatego skala na autotransformatorze czaszy ma zawsze tylko charakter orientacyjny. Inną wadą czasz jest konieczność posiadania w laboratorium całego ich zestawu o różnej średnicy elementów grzejnych, aby móc je dopasowywać do kolb o różnej objętości.
Stosowanie czasz jest też zawsze trochę ryzykowne, ze względu na groźbę wybuchu lub pożaru, w momencie gdy kolba pęknie a jej zawartość zaleje czaszę. Nowoczesne czasze mają jednak zainstalowane systemy, które natychmiast, automatycznie odcinają od nich prąd w takich sytuacjach.